# Royal Institute of the Architects of Ireland
Royal Institute of the Architects of Ireland (Instituto Real dos Arquitetos da Irlanda) - ( em irlandês:  Institiúid Ríoga Ailtirí na hÉireann ) fundado em 1839, é a "autoridade competente para arquitetos e órgão profissional da arquitetura na República da Irlanda ".
O objetivo do RIAI é "manter os mais altos padrões de arquitetura e fornecer conselhos e informações imparciais e oficiais sobre questões que afetam arquitetos, o ambiente construído e a sociedade ". As principais funções do RIAI estão nas áreas de: Proteger o consumidor; Promovendo arquitetura; Arquitetos de apoio e tecnólogos de arquitetura ; e arquitetos reguladores. O Instituto é governado por um conselho de 26 membros.

## Atividades
Além de fornecer uma gama de serviços ao público, aos membros e ao Estado, o RIAI opera prêmios anuais de design e é responsável por conceder a Medalha de Ouro RIAI. Este prêmio é concedido a cada três anos ao melhor edifício concluído em um determinado período de três anos. O RIAI também concede a Medalha James Gandon por 'realização vitalícia' em arquitetura. O prêmio inaugural foi concedido ao Dr. Ronald Tallon de Scott Tallon Walker em 23 de novembro de 2010 pela Ministra do Turismo, Cultura e Esporte, Mary Hanafin, TD.
Além disso, o RIAI está envolvido no ensino da arquitetura e organiza uma competição anual de estudantes, o prêmio RIAI Student Excellence (anteriormente chamado RIAI Travelling Scholarship ), apoiado por Scott Tallon Walker Architects. O concurso está aberto a estudantes do último ano nas sete escolas de arquitetura da ilha da Irlanda. Eles também concedem outros prêmios, como a Medalha Deirdre O'Connor, que é concedida ao candidato com os melhores resultados no Exame em Prática Profissional.

## Filiação
O RIAI opera três graus de associação relacionados a arquitetos ou graduados em arquitetura: Irmandade, Associação e Pós-graduação em Arquitetura. Os membros das três fileiras têm o direito de usar os afixos FRIAI (Bolsistas), MRIAI e MRIAI (IRL) (Membros). A graduação não tem afixo. O RIAI também possui um grau de membro do Architectural Technician, cujo afixo é RIAI (Arch. Tech.)
A bolsa é concedida pelo Conselho da RIAI aos Membros existentes de acordo com regras específicas.
Ser membro é o nível padrão para arquitetos na República da Irlanda. Está aberto para aqueles que demonstraram competência ao nível do Padrão RIAI de Habilidade de Conhecimento e Competência para a Prática Profissional como arquiteto. Para aqueles que são considerados elegíveis para associação profissional, mas que não são elegíveis para se beneficiar do reconhecimento 'automático' de acordo com os regulamentos da UE, o afixo MRIAI (IRL) é usado em vez do MRIAI.
A associação de graduação em arquitetura é aberta a todos os graduados em programas de arquitetura reconhecidos por cinco anos.

## Críticos e oposição
Há preocupações sobre o RIAI ter o monopólio da arquitetura na República da Irlanda. Os novos procedimentos de registro são considerados injustos e inacessíveis.
A Autoridade da Concorrência da Irlanda recomendou a criação de um Conselho de Arquitetos da Irlanda para ser independente do RIAI, mas a Lei de 2007 promoveu o RIAI como o organismo de registro, embora com várias salvaguardas.
A falta de qualquer desafio significativo do RIAI aos antigos sistemas irlandeses de planejamento e controle predial permitiu que ineficiências e corrupção inerentes permanecessem inabaláveis, violando inadvertidamente os objetivos declarados do instituto de "Proteger o consumidor" e "Apoiar arquitetos". Não há informações públicas disponíveis sobre a sanção de Membros que violaram o Código de Prática da RIAI, denegrindo assim a alegação do instituto de ser uma organização autorizada e honesta.
O RIAI foi acusado de enganar o público sobre questões legislativas relativas à prestação de serviços de arquitetura e sobre custos de registro. O RIAI frequentemente omite informar a imprensa e os membros do público que não é uma ofensa e que é legal propor serviços de arquitetura sem estar registrado no RIAI. Muitos dos chamados " arquitetos não registrados " denunciaram a atitude do regulador, que consiste em minar e criticar os serviços de arquitetura prestados por profissionais não registrados no RIAI.
Em 2010, o RIAI foi considerado culpado de discriminação contra profissionais que não eram da RIAI quando a Broadcasting Authority of Ireland investigou uma campanha de publicidade na rádio comparando profissionais não-RIAI com profissionais incompetentes. O Instituto teve que se desculpar com o RTÉ e a campanha publicitária foi proibida.

Enquanto usava IPs de usuários não registrados, o RIAI também tentou, por muitas ocasiões, remover informações do presente artigo da Wikipedia, incluindo conteúdo tendencioso e não referenciado.